# ファビオ・カンナヴァーロ
ファビオ・カンナヴァーロ（Fabio Cannavaro、 1973年9月13日 - ）は、イタリア・ナポリ出身の元サッカー選手。現サッカー指導者。元イタリア代表。現役時代のポジションはDF。
イタリア代表では、パオロ・マルディーニの代表引退後、キャプテンの座を引き継いだ。代表136キャップを記録しているが、これはジャンルイジ・ブッフォンが更新するまでイタリア代表の歴代最多出場であった。
2006年ワールドカップ・ドイツ大会でイタリアを優勝に導き、当年のバロンドール（欧州年間最優秀選手賞）、イタリアサッカー連盟MVP、UEFAベストイレブンおよびFIFA最優秀選手賞にも選ばれた。
弟はサッカー選手のパオロ・カンナヴァーロ。日本においてはカンナバーロなどと表記されることもある。

## クラブ経歴

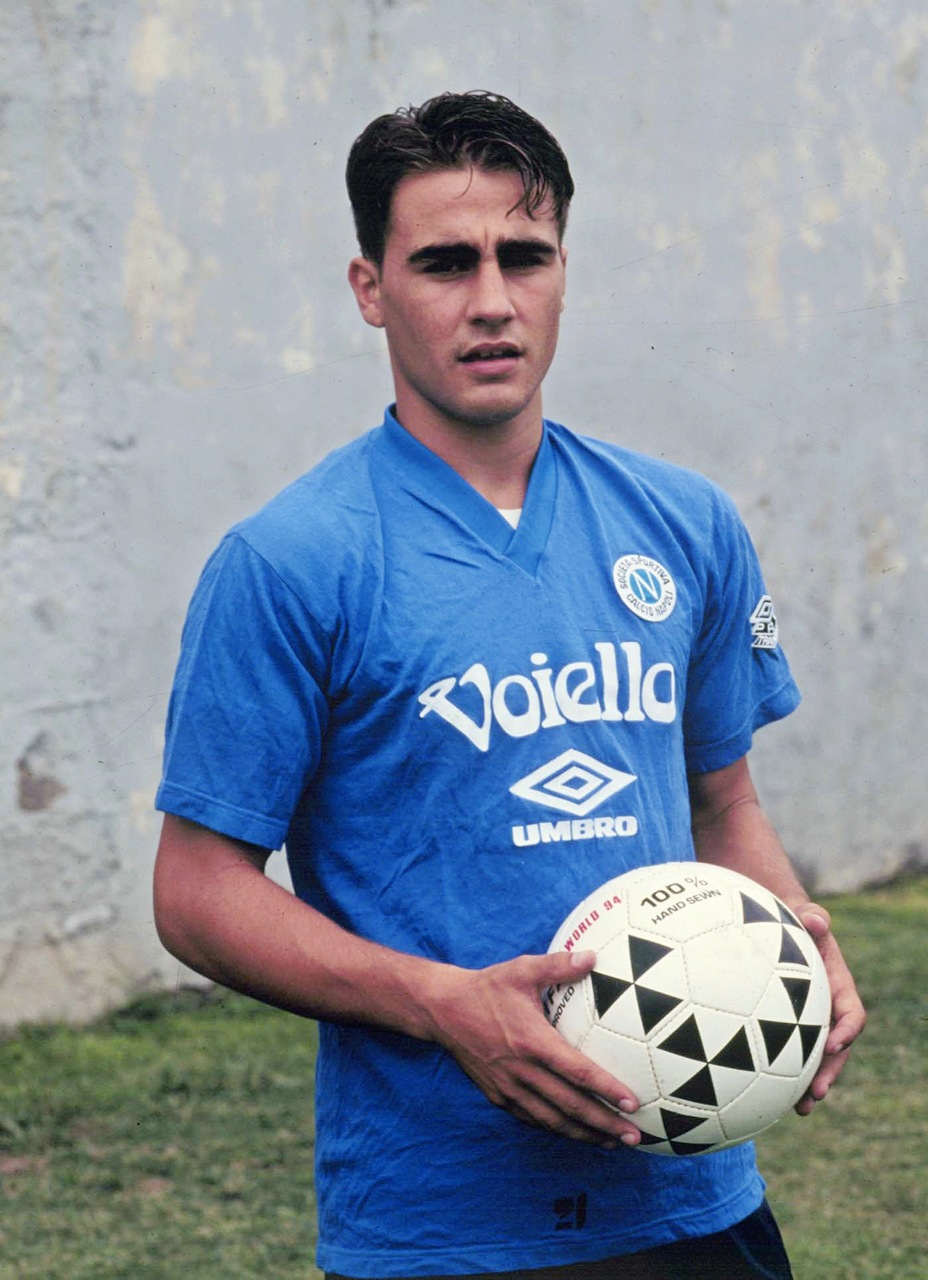
ナポリユース時代

1988年、SSCナポリのユースに加入。加入後しばらくは、MFとしてプレーしていたが、DFへコンバートされた。ユース時代にトップチームの紅白戦に参加した際、ディエゴ・マラドーナに激しいスライディングタックルをして、チーム幹部から叱責されたが、マラドーナからは頭を軽くたたかれ、大丈夫だと言われ、更にスパイクをプレゼントされた。1992-93シーズン、3月7日のユヴェントス戦で、セリエAの舞台に先発でデビュー、自身のアイドルであったチロ・フェラーラ、ジャンカルロ・コッラディーニと共に60分までプレーした。その後はプリマベーラに戻ったが、シーズン最終節のパルマ戦でもプレーする機会を得た。1993-94シーズン終了後、フェラーラがチームを離れると、翌1994-95シーズン、まだ21歳ながら、DF陣のリーダーとなった。1995年1月8日のACミラン戦でセリエA初得点を記録、このシーズン29試合に出場した。
しかし、ナポリは極度の財政難に陥り、主力選手の流出が避けられない状況となっり、パルマへと売られることとなった。パルマへの移籍が決まったと知らされた時には、泣いたという。
1996-97シーズン、ACパルマへの移籍当初は、カルロ・アンチェロッティ監督により、左サイドバックとして起用されたいたが、すぐにリリアン・テュラムとセンターバックのコンビを組むようになり、ジャンルイジ・ブッフォンも含め鉄壁のディフェンスラインを形成し、このシーズンリーグ2位に入った。プライベートではナポリ時代に出会ったダニエラと結婚した。1997-98シーズン、UEFAチャンピオンズリーグの舞台にデビューした。1998-99シーズン、UEFAカップとコッパ・イタリアの2冠に貢献した。
2002-03シーズン、パルマの親会社である、パルマラットの財政難もあり、インテルへと移籍した。しかし、クーペル監督により、右サイドバックで起用されたり、怪我で出場出来ないこともあるなど、能力を発揮することはなかった。
ユヴェントスFCに移籍して本来のプレーを取り戻した。2004-05シーズンには再びパルマ時代の同僚である、ブッフォン、テュラムなどと守備陣を形成し、スクデット獲得に貢献した。
しかし、2006年のカルチョ・スキャンダルといわれた一連の八百長事件により、ユヴェントスは2004-05シーズンのスクデット剥奪、セリエB降格処分となった。カンナヴァーロ自身もブラジル代表MFエメルソンと共にレアル・マドリードへ移籍することが決まった。移籍金は発表されていないが、エメルソンと合わせて2300万ユーロといわれている。

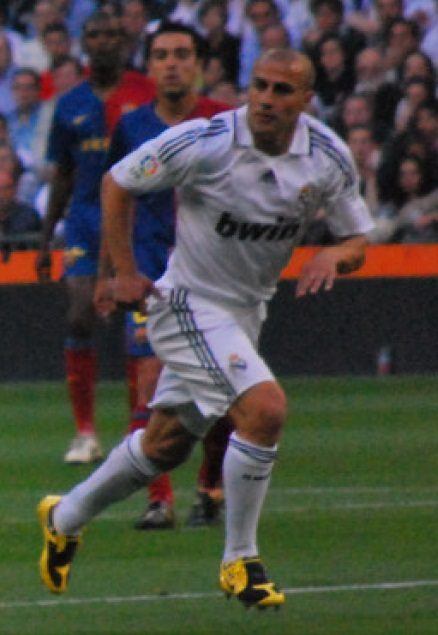
レアル・マドリード時代

ワールドカップなどでの功績が認められ、2006年のバロンドールを受賞。これは基本的にDFを務める選手としてはフランツ・ベッケンバウアー（2回）、マティアス・ザマーに続く3人目、4回目の受賞である。しかし、彼らはリベロといわれるポジションであり、両者とも90分のほとんどをMFとしてプレーしていたことを考えると、純粋なDFとしては史上初の受賞である。また、イタリア人選手では1993年のロベルト・バッジョに続き5人目、更にイタリア人DFとしても、ドイツ人以外のDFとしても初の受賞でもある。
しかし、その後は精彩を欠き、2009年夏に3年間過ごしたマドリーを離れ、古巣ユヴェントスと1年契約で復帰した。この古巣復帰に際しては、以前のようなパフォーマンスは期待されないだろうとの評価からユーヴェサポーターとの関係も修復されず、シーズン開幕を迎えた。
2009-10シーズン終了後、UAEのアル・アハリ・ドバイと2年契約した。2011年6月にアル・アハリを退団。アル・アハリを退団した後、7月に膝の怪我のため現役引退。

## 代表経歴
1993年、チェーザレ・マルディーニ率いるU-21イタリア代表に招集され、2度の欧州選手権優勝を果たす。1996年大会では、大会最優秀選手にも選ばれた。また同年、アトランタオリンピックにも出場した。
ナポリでのプロデビューから6年後の1997年、A代表に招集され北アイルランド戦でデビューを飾った。
EURO2000ではパオロ・マルディーニ、アレッサンドロ・ネスタ、フランチェスコ・トルドらと守備陣を形成し、決勝までの5試合を2失点に抑えた。フランスとの決勝戦も90分間を無失点に抑えたが、ロスタイムから同点に追いつかれ、延長戦の末に敗れた。

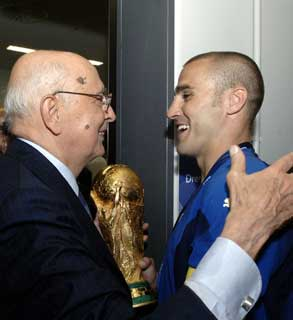
イタリア代表時代。左はイタリア大統領ジョルジョ・ナポリターノ

キャプテンとして出場した2006 FIFAワールドカップでは、全試合にフル出場。GKのブッフォンと共に相手を抑え込むパフォーマンスを披露し、チームの優勝の立役者となった。同大会のシルバーボール賞（優秀選手投票第2位）も受賞している。また、同大会決勝戦をもって史上4人目となるイタリア代表通算100試合出場を達成した。
EURO2008ではキャプテンとして守備陣の柱となることを期待されていたが、練習中にジョルジョ・キエッリーニのタックルを受けた際に左足を負傷したため、出場することは絶望的となった。
2009年のFIFAコンフェデレーションズカップ、ブラジル戦でマルディーニの出場数を超え、イタリア代表最多出場記録を更新した。2010 FIFAワールドカップにもキャプテンとして臨んだが、チームはグループリーグ敗退。このワールドカップを最後に、代表を引退した。

## 指導者時代
現役引退後も引き続きアル・アハリに残り、技術顧問兼アンバサダーの職に就いた。また、iTV sportsの2014 FIFAワールドカップゲストコメンテーターなどで活動。
2014年11月5日、中国サッカー・スーパーリーグ・広州恒大の監督に就任した。
2015年6月4日、クラブの戦略的発展のため広州恒大の監督を退任した。
2015年10月26日、サウジ・プロフェッショナルリーグ・アル・ナスルの監督に就任した。だが2016年2月11日にアル・ナスルと契約を解除したことを発表した。わずか4か月でサウジアラビアの地を去ることになった。
2016年6月9日、中国・甲級リーグの天津権健の監督に就任した。2014年から15年にかけて、元イタリア代表監督マルチェロ・リッピ氏の後任として広州恒大を率いて以来2度目の中国での監督就任になった。天津権健のクラブ公式サイトによると、契約期間は2年半だが、イタリア代表監督としてオファーを受けた場合には契約を解除できる条項が盛り込まれているという。
2017年11月9日、中国サッカー・スーパーリーグ・広州恒大の監督に再就任した。2021年9月28日、監督を退任した。
2019年3月15日、広州恒大の監督を兼任したままサッカー中華人民共和国代表の監督にも就任したが、わずか2試合を指揮した後、同年4月28日に代表監督を辞任した。
2022年9月21日、セリエBのベネヴェント・カルチョの監督に就任。しかし成績不振により降格圏にまで低迷し、翌2023年2月に解任された。
2024年4月22日、セリエAで降格圏の17位に沈むウディネーゼ・カルチョの監督に就任し、6試合で2勝3分1敗の成績で15位まで順位を上げ、セリエA残留を果たした。しかし6月8日、自身のSNSに「ポッツォ会長は、今日契約を延長しないという決定を私に伝えました」と投稿し、その後監督を退任した。
2024年12月、プルヴァHNLのNKディナモ・ザグレブにシーズンで3人目の監督として就任。チャンピオンズリーグリーグフェーズのアーセナル戦が初采配となった。国内リーグ戦では10試合を指揮し5勝2分3敗。2025年4月9日にシーズン途中でありながらも、クラブから解任が発表された。

## 家族
- 実弟のパオロ・カンナヴァーロもサッカー選手であり、2000年から2002年までパルマで共にプレーした。また息子のクリスティアン・カンナヴァーロもサッカー選手であり、2018年現在、ベネヴェントの下部組織に所属している[15]。

## 個人成績
| クラブ             | リーグ         | シーズン | リーグ戦 | リーグ戦 | カップ戦 | カップ戦 | 国際試合 | 国際試合 | 期間通算 | 期間通算 |
| クラブ             | リーグ         | シーズン | 出場     | 得点     | 出場     | 得点     | 出場     | 得点     | 出場     | 得点     |
| ------------------ | -------------- | -------- | -------- | -------- | -------- | -------- | -------- | -------- | -------- | -------- |
| ナポリ             | セリエA        | 1992-93  | 2        | 0        | 1        | 0        | 0        | 0        | 3        | 0        |
| ナポリ             | セリエA        | 1993-94  | 27       | 0        | 2        | 0        | -        | -        | 29       | 0        |
| ナポリ             | セリエA        | 1994-95  | 29       | 1        | 4        | 0        | 3        | 0        | 36       | 1        |
| ナポリ             | 通算           | 通算     | 58       | 1        | 7        | 0        | 3        | 0        | 68       | 1        |
| パルマ             | セリエA        | 1995-96  | 29       | 1        | 0        | 0        | 6        | 0        | 35       | 1        |
| パルマ             | セリエA        | 1996-97  | 27       | 0        | 1        | 0        | 2        | 0        | 30       | 0        |
| パルマ             | セリエA        | 1997-98  | 31       | 0        | 6        | 0        | 7        | 0        | 44       | 0        |
| パルマ             | セリエA        | 1998-99  | 30       | 1        | 7        | 0        | 8        | 0        | 45       | 1        |
| パルマ             | セリエA        | 1999-00  | 31       | 2        | 3        | 0        | 9        | 1        | 43       | 3        |
| パルマ             | セリエA        | 2000-01  | 33       | 0        | 7        | 0        | 6        | 0        | 46       | 0        |
| パルマ             | セリエA        | 2001-02  | 31       | 1        | 5        | 0        | 9        | 0        | 45       | 1        |
| パルマ             | 通算           | 通算     | 212      | 5        | 29       | 0        | 47       | 1        | 288      | 6        |
| インテル           | セリエA        | 2002-03  | 28       | 0        | 0        | 0        | 12       | 1        | 40       | 1        |
| インテル           | セリエA        | 2003-04  | 22       | 2        | 3        | 0        | 9        | 0        | 34       | 2        |
| インテル           | 通算           | 通算     | 50       | 2        | 3        | 0        | 21       | 1        | 74       | 3        |
| ユヴェントス       | セリエA        | 2004-05  | 38       | 2        | 0        | 0        | 9        | 1        | 47       | 3        |
| ユヴェントス       | セリエA        | 2005-06  | 36       | 4        | 2        | 0        | 9        | 0        | 47       | 4        |
| ユヴェントス       | 通算           | 通算     | 74       | 6        | 2        | 0        | 18       | 1        | 94       | 7        |
| レアル・マドリード | プリメーラ     | 2006-07  | 32       | 0        | 1        | 0        | 6        | 0        | 39       | 0        |
| レアル・マドリード | プリメーラ     | 2007-08  | 33       | 0        | 1        | 0        | 6        | 0        | 40       | 0        |
| レアル・マドリード | プリメーラ     | 2008-09  | 29       | 0        | 1        | 0        | 7        | 0        | 37       | 0        |
| レアル・マドリード | 通算           | 通算     | 94       | 0        | 3        | 0        | 19       | 0        | 116      | 0        |
| ユヴェントス       | セリエA        | 2009-10  | 27       | 0        | 1        | 0        | 5        | 0        | 33       | 0        |
| アル・アハリ       | UAEリーグ      | 2010-11  | 16       | 2        | 0        | 0        | 0        | 0        | 16       | 2        |
| セリエA通算        | セリエA通算    |          | 421      | 14       | 42       | 0        | 94       | 3        | 557      | 17       |
| プリメーラ通算     | プリメーラ通算 |          | 94       | 0        | 3        | 0        | 19       | 0        | 116      | 0        |
| UAEリーグ通算      | UAEリーグ通算  |          | 16       | 2        | 0        | 0        | 0        | 0        | 16       | 2        |
| 総通算             | 総通算         |          | 531      | 16       | 45       | 0        | 113      | 3        | 689      | 19       |

## 代表歴

### 出場大会
- 1997年1月22日の北アイルランド戦（パレルモ）で代表デビュー
- 1998年 ワールドカップフランス大会 - ベスト8
- EURO2000（オランダ・ベルギー大会） - 準優勝
- 2002年 ワールドカップ日韓大会 - ベスト16
- EURO2004（ポルトガル大会） - グループリーグ敗退
- 2006年 ワールドカップドイツ大会 - 優勝
- 2010年 ワールドカップ南アフリカ大会 - グループリーグ敗退

### 試合数
- 国際Aマッチ 135試合 2得点（1997年-2010年）[16]

| イタリア代表 | 国際Aマッチ | 国際Aマッチ |
| 年           | 出場        | 得点        |
| ------------ | ----------- | ----------- |
| 1997         | 12          | 0           |
| 1998         | 10          | 0           |
| 1999         | 8           | 0           |
| 2000         | 14          | 0           |
| 2001         | 9           | 0           |
| 2002         | 12          | 0           |
| 2003         | 10          | 0           |
| 2004         | 6           | 1           |
| 2005         | 8           | 0           |
| 2006         | 15          | 0           |
| 2007         | 8           | 0           |
| 2008         | 8           | 1           |
| 2009         | 10          | 0           |
| 2010         | 5           | 0           |
| 通算         | 136         | 2           |

### 得点
| #  | 開催年月日    | 開催地       | 対戦国     | スコア | 結果 | 試合概要 |
| -- | ------------- | ------------ | ---------- | ------ | ---- | -------- |
| 1. | 2004年5月30日 | ラデス       | チュニジア | 2–0    | 4–0  | 親善試合 |
| 2. | 2008年2月6日  | チューリッヒ | ポルトガル | 2–0    | 3–1  | 親善試合 |

## 指導歴
2023年2月4日現在
| 広州恒大     | 2014年11月5日  | 2015年6月4日  | 22  | 11  | 6  | 5  | 050.00 |
| アル・ナスル | 2015年10月26日 | 2016年2月11日 | 16  | 6   | 7  | 3  | 037.50 |
| 天津権健     | 2016年6月9日   | 2017年11月6日 | 55  | 33  | 10 | 12 | 060.00 |
| 広州恒大     | 2017年11月9日  | 2021年9月29日 | 132 | 79  | 23 | 30 | 059.85 |
| 中国         | 2019年3月15日  | 2019年4月28日 | 2   | 0   | 0  | 2  | 000.00 |
| ベネヴェント | 2022年9月21日  | 2023年2月4日  | 17  | 3   | 7  | 7  | 017.65 |
| 合計         | 合計           | 合計          | 244 | 132 | 53 | 59 | 054.10 |

## 監督成績
| 年度           | 所属           | クラブ         | リーグ戦 | リーグ戦 | リーグ戦 | リーグ戦 | リーグ戦 | リーグ戦 | リーグ杯 | オープン杯 | 国際大会     |
| 年度           | 所属           | クラブ         | 順位     | 試合     | 勝点     | 勝       | 分       | 敗       | リーグ杯 | オープン杯 | 国際大会     |
| 中国           | 中国           | 中国           | リーグ戦 | リーグ戦 | リーグ戦 | リーグ戦 | リーグ戦 | リーグ戦 | -        | FA杯       | AFC CL       |
| -------------- | -------------- | -------------- | -------- | -------- | -------- | -------- | -------- | -------- | -------- | ---------- | ------------ |
| 2015           | 超級           | 広州恒大       | 2位      | 13       | 26       | 7        | 5        | 1        | -        | -          | 準々決勝進出 |
| サウジアラビア | サウジアラビア | サウジアラビア | リーグ戦 | リーグ戦 | リーグ戦 | リーグ戦 | リーグ戦 | リーグ戦 | リーグ杯 | オープン杯 | AFC CL       |
| 2015-16        | サウジリーグ   | アル・ナスル   |          |          |          |          |          |          |          |            | -            |

## タイトル

### 選手時代
パルマ・カルチョ1913
- UEFAカップ:1回（1998-99）
- コッパ・イタリア:2回（1998-99、2001-02）
- スーペルコッパ・イタリアーナ:1回（1999）

レアル・マドリード
- プリメーラ・ディビシオン:2回（2006-07、2007-08）
- スーペルコパ・デ・エスパーニャ:1回（2008）

イタリア代表
- UEFA U-21欧州選手権:2回（1994、1996）
- FIFAワールドカップ:1回（2006）

個人
- UEFA U-21欧州選手権最優秀選手賞：1回 (1996)
- UEFA欧州選手権ベストチーム：1回 (2000)
- ESMチーム・オブ・ザ・イヤー：1回 (2004-05)
- セリエA最優秀ディフェンダー：2回 (2005, 2006)
- セリエA最優秀選手賞：1回 (2006)
- セリエA最優秀イタリア人選手賞：1回 (2006)
- FIFAワールドカップシルバーボール：1回 (2006)
- FIFAワールドカップベストチーム：1回 (2006)
- FIFA最優秀選手賞：1回 (2006)
- バロンドール：1回 (2006)
- ワールドサッカー世界最優秀選手賞：1回 (2006)
- UEFAチーム・オブ・ザ・イヤー：1回 (2006)
- FIFproワールドイレブン：2回 (2006, 2007)
- イタリアサッカー殿堂（2014）

### 監督時代
天津天海足球倶楽部
中国サッカー・甲級リーグ:1回（2016）
広州恒大淘宝足球倶楽部
- 中国サッカー・スーパーカップ:1回（2018）
- 中国サッカー・スーパーリーグ:1回（2019）

個人
- 中国サッカー協会年間最優秀監督賞：1回（2017）

## 栄誉
イタリア共和国功労勲章
 カヴァリエーレ（2000）
 ウッフィチャーレ（2006）